# Monomitopus magnus
Monomitopus magnus is een straalvinnige vissensoort uit de familie van naaldvissen (Ophidiidae). De wetenschappelijke naam van de soort is voor het eerst geldig gepubliceerd in 1985 door Carter & Cohen.